# محمد شعلالی
محمد شعلالی (انگلیسی: Mohamed Chalali؛ زادهٔ ۴ آوریل ۱۹۸۹) بازیکن فوتبال اهل فرانسه است.
از باشگاه‌هایی که در آن بازی کرده‌است می‌توان به باشگاه فوتبال آبردین، باشگاه فوتبال لو آور، باشگاه فوتبال القبائل، باشگاه فوتبال وفاق سطیف، و باشگاه فوتبال پانیونیوس اشاره کرد.
وی همچنین در تیم‌های ملی فوتبال الجزایر بازی کرده‌است.